# 日本フーズデリカ
株式会社日本フーズデリカ（にほんフーズデリカ）は、かつて存在した日本の食品メーカー。フジパングループ本社のグループ企業で、主にサークルK向けの中食商品（弁当など）の製造販売を行っていた。
日本デリカフレッシュ、フジデリカなどと同様に、フジパングループの中間持株会社「富士でりかぐるーぷ本社」の子会社であったが、2008年7月1日付で同社がフジパングループ本社へ吸収合併されたことに伴い、フジパングループ本社の子会社となった。本社も上記2社と同一所在地（フジパングループ本社と同一）に置いていた。
2017年1月1日付で、フジパングループ本社に吸収合併され解散した。

## 沿革
- 1993年（平成5年）
  - 11月 - 株式会社日本フーズデリカとして会社設立。
  - 名古屋工場が稼動開始。
- 1995年（平成7年）- 千葉工場が稼動開始。
- 1996年（平成8年）- 四国にひうち工場が竣工（日本フーズデリカの工場も併設）。関西工場が稼動開始。
- 2001年（平成13年）- 東四国工場が稼動開始。
- 2002年（平成14年）
  - フジパングループ内の中食商品製造会社をまとめて上場させるため、富士でりかぐるーぷ本社が設立され、その子会社となる。
  - 名古屋東工場が稼働開始。
- 2003年（平成15年）- 新宮工場が稼動開始。
- 2008年（平成20年）7月1日 - 親会社の富士でりかぐるーぷ本社がフジパングループ本社に吸収合併され[2]、親会社がフジパングループ本社となる。
- 2017年（平成29年）1月1日 - フジパングループ本社に吸収合併され解散[1]。

## 事業所
- 名古屋工場：愛知県丹羽郡大口町上小口2-124-1
- 東京工場：東京都福生市福生2215
- 千葉工場：千葉県千葉市稲毛区六方町106
- 名古屋東工場：愛知県豊川市穂ノ原3-2-7
- 関西工場：大阪府枚方市出屋敷西町1-23-2
- 西四国工場：愛媛県西条市ひうち字西ひうち3-12
- 東四国工場：香川県木田郡三木町井戸1293-1